# Kostel svatého Jakuba Staršího (Štoky)
Kostel svatého Jakuba Staršího (případně také Kostel svatého Jakuba Většího) je farní kostel římskokatolické farnosti Štoky v centru městyse Štoky v parčíku uprostřed návsi. Jde o jednolodní gotickou stavbu obdélného půdorysu s trojbokým závěrem a hranolovou věží na jihozápadní straně. Západní strana kostela je završena trojúhelníkovým štítem. Kostel je chráněn jako kulturní památka České republiky.

## Popis
Kostel je jednolodní stavbou obdélného půdorysu, má trojboký závěr s presbytářem a věží na jihozápadní straně. Na jižní a západní straně jsou předsíně, na západní straně je vysoký štít. Nejstarší zdivo je zachováno v prvních dvou patrech věže a v předsíni na jižní straně. Loď je zaklenuta křížovou klenbou, stejně tak i presbytář, kruchta je pak podklenutá sítí žeber. V kostele je instalován barokní hlavní oltář, ten byl opraven v roce 1935, na oltáři je oltářní obraz od Josefa Papáčka, v kostele jsou také dva boční pseudogotické oltáře z doby kolem roku 1870, autorem oltářních obrazů na bočních oltářích je Jan Vysekal mladší. Kazatelna pochází z doby kolem roku 1820. 
V kostele se nachází barokní sousoší kalvárie z doby kolem roku 1840, v presbytáři se nachází sochy svatého Václava a svatého Jana Nepomuckého z doby kolem poloviny 18. století. V kostele se nachází pískovcová křtitelnice. Na vnějších stranách kostela jsou náhrobky z různých let, kdy nejstarší je z roku 1622. U kostela stojí socha svatého Jana Nepomuckého z doby kolem roku 1803.
Pod podlahou kostela se mají nacházet podzemní chodby a hrob Leopolda Popela z Lobkovic.

## Historie
Kostel je poprvé zmíněn v roce 1372, vesnice Štoky patřila pánům z Lichtenburka, později od roku 1436 pak patřila Trčkům z Lípy. Gotický kostel byl v roce 1602 přestavěn na kostel pozdně gotický. Mezi lety 1540 a 1624 spadla farnost po husitských válkách do patronátu evangelické církve. V roce 1623 byla farnost vrácena katolické církvi. V roce 1854 (nebo 1754) pak byla rekonstruována věž kostela. V roce 1761 pak byl rekonstruován i celý kostel. Kostel pak v roce 1816 vyhořel, k opravě došlo až v roce 1845. V roce 1886 byla upravena věž, byly instalovány hodiny. Do roku 1902 se kolem kostela nacházel hřbitov, ten byl zrušen. Kostel pak byl rekonstruován ještě v letech 1913, 1922 a 1970 (omítnutí kostela). Roku 1986 byla střecha věže pokryta měděnou krytinou. Následně mezi lety 1989 a 1990 byla opravena a nově zbudována střecha kostela, v roce 1993 byl interiér kostela vymalován a byly odstraněny oba boční oltáře a zpovědnice, oltáře byly odvezeny k restaurování. Roku 2010 byly provedeny parkové úpravy nedaleko kostela, byly provedeny drobné opravy a úpravy v interiéru kostela. V roce 2011 byla upravena fasáda kostela. Roku 2012 bylo v kostele vyměněno topení.
V roce 1995 byl kostel vyloupen.